# Clubiona boxaensis
Clubiona boxaensis là một loài nhện trong họ Clubionidae.
Loài này thuộc chi Clubiona. Clubiona boxaensis được Biswamoy Biswas & Biswamoy Biswas miêu tả năm 1992.